# Alaybeyli, Talas
Alaybeyli este un sat în partea centrală a Turciei, în Provincia Kayseri.